# F-twist

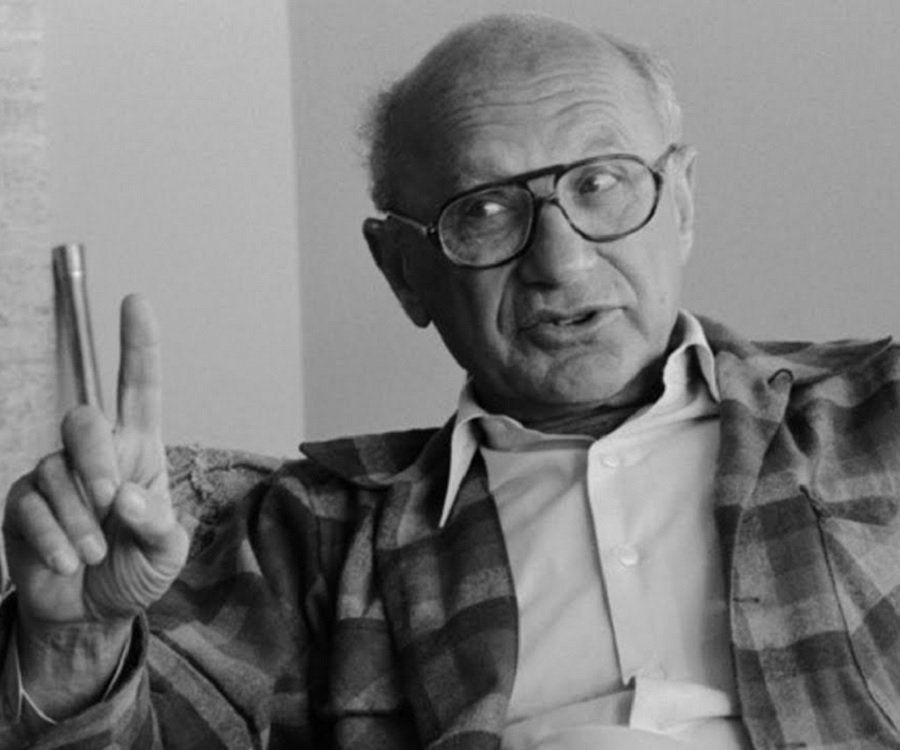
Milton Friedman (datum foto onbekend).

De F-twist is het principe dat het een wetenschappelijke theorie moet worden beoordeeld op haar voorspellende vermogen, niet op haar aannames. Dit principe werd door de econoom Milton Friedman voorgesteld, maar pas benoemd door Paul Samuelson, die het als een drogreden ontmaskerde.

## Friedmans principe
In Essays in Positive Economics (1953) verkent Friedman de grens tussen positieve en normatieve economie, tussen waardevrije uitspraken en beleidsvoorstellen. In een poging om de economische wetenschap van positivistische grondslagen te voorzien, komt hij uiteindelijk tot de volgende conclusie:
Werkelijk belangrijke en betekenisvolle hypotheses zullen "aannames" blijken te hebben die uiterst onnauwkeurige beschrijvingen van de werkelijkheid zijn en in het algemeen geldt: hoe betekenisvoller de theorie, des te onrealistischer de aannames. De reden is eenvoudig. Een hypothese is belangrijk als ze veel "verklaart" uit weinig (...). Om belangrijk te zijn, moet een hypothese daarom onwaar zijn in haar aannames.
Als voorbeeld dient het idee van volkomen mededinging, waarvan het onrealistische karakter midden twintigste eeuw sterk werd benadrukt, vooral door economen die Robinson volgden in haar analyse van onvolkomen markten. Friedman vond dat deze laatste theorie weliswaar een nieuw vocabulaire bood om over daadwerkelijke markten te spreken, maar te weinig interessante voorspellingen die niet ook uit de theorie van volkomen mededinging volgden.

## Ontvangst
Samuelson benoemde het principe dat Friedman had ontwikkeld als de F-twist ('F-draai;' uit 'beleefdheid' noemde hij het niet direct naar Friedman). Hij legde tevens de fout in Friedmans denken bloot. Onjuiste aannames kunnen immers leiden tot juiste en interessante conclusies, maar ze leiden ook tot onjuiste conclusies. Friedman zag dit in en probeerde zich in te dekken door van resultaten te verlangen dat ze binnen het blikveld van de economie bleven, maar daarmee verplaatst hij het probleem alleen. Iedere wetenschapper heeft de vrijheid om haar onderzoeksonderwerp af te bakenen, maar haar collega's hebben net zo de vrijheid om andere gevolgen van haar aannames te toetsen. Het staat de wetenschapper niet vrij om eventuele onwelgevallige conclusies van collega's te negeren omdat die niet binnen het aanvankelijke kader zouden passen. Samuelson noemde Friedmans principe dan ook een 'monsterlijke perversie van de wetenschap' en een 'donutvormige' theorie, waarvan Friedman niet het deeg van empirische resultaten, maar het logische gat in het midden verheerlijkte.
Ook andere commentatoren waren overwegend kritisch op Friedmans principe, dat al snel diende als onderbouwing van wat Hausman een "rigide theoretische orthodoxie" noemt en een "manier om moeilijke vragen over aannames te ontwijken (...) in plaats van ze te beantwoorden." Sinds de jaren 90 verliest Friedmans principe invloed, onder andere door een toename in het empirische onderzoek ten opzichte van theoretische economie.